# Гаврилівка (Синельниківський район)
Гаври́лівка — село в Україні, у Синельниківському районі Дніпропетровської області. Входить до складу Маломихайлівської сільської громади. Населення становить 2027 осіб. Органом місцевого самоврядування до 2020 року була Гаврилівська сільська рада.

## Географія
Село Гаврилівка знаходиться на березі річки Кам'янка в місці впадання в неї річки Берестова, нижче за течією примикає село Підгаврилівка. Через село проходять автомобільні дороги Н15 і Т 0427.

## Назва
Село Гаврилівка отримало свою назву на честь засновника, козака Гаврила Блакитного.

## Історія

Козацьке минуле відображено в оформленні автобусної зупинки «Гаврилівка».

Село Гаврилівка засноване в 1696 році. Місцевістю на котрій зараз знаходиться село у свій час пролягав знаменитий Муравський шлях. В 1696 р. цю місцевість зайняли запорожці і влаштували тут кілька зимівників. В роки татарської навали 1768–1769 років цю місцевість було спустошено.
Навесні 1770 року територію зайняли нові поселенці на чолі зі старшиною Гаврилом Блакитним. Поселення одержало назву Гаврилів Кут. У вересні 1775 року перший губернатор Азовської губернії Чертков Василь Олексійович оглядаючи всі населені місцевості по річці Вовчій відвідав Гаврилів Кут.
За його рішенням тут було створено державну воїнську слободу. Чертков назвав її Гаврилівкою на честь старшини Гаврила Блакитного, а його самого призначив осадчим давши письмовий наказ заселити слободу сімейними людьми. Невдовзі в Гаврилівці збільшилось населення. У 1782 році згідно перепису в Гаврилівці налічувалось 238 жителів з них 121 чоловічої статі і 117 жіночої котрі проживали у 58 дворах.
У 1784 р. в слободі було споруджено каплицю. При ній находився ієромонах з Самарського монастиря для відправляння служб. У 1791 згідно побажанню жителів було зроблено подвірний грошовий збір, всього на будівництво церкви було виділено 400 рублів. В червні 1793 р. Гаврилівський староста Корній Мельник, виборний Іван Радченко, писар Василь Абалмасов, ктитори Матвій Водолазький і Харитон Яровий та інші просили від лиця всього Гаврилівського общества правителя Катеринославського намісництва Василя Каховського попросити у митрополита для них дозвіл побудувати дерев'яну церкву в ім'я Миколи Чудотворця. 6 червня 1793 року Василь Каховський в листі до митрополита Катеринославського Гаврила писав:
|  | Державні селяни державної слободи Гаврилівки Павлоградського повіту в поданому мені проханні пояснили, що мають потребу у власній церкві для виконання християнських обрядів, оскільки закріплений за ними священик слободи Михайлівки, через віддаленість його місця проживання і багатолюдність приходу в слободі Михайловкі, не встигає обслужити потреби поселян Гаврилівки... Оригінальний текст (ст.-слов.) Павлоградскаго уѣзда, казенной слободы Гавриловки общество казенныхъ поселянъ въ поданномъ мнѣ прошенніи объяснили о терпимой ими нуждѣ въ исполненіи по долгу христіанскому обрядовъ, ибо хотя слободы Михайловки священникъ и опредѣленъ къ совершенію оныхъ, но по отдаленности его жительства и по многолюдству въ той же порученной ему слободѣ МихайловкѢ, въ преподаваніи требъ церковныхъ слободы Гавриловки поселянамъ успѣть не можетъ... |

Після розгляду всіх обставин цього діла митрополит Катеринославський Гаврило резолюцією від 10 червня 1793 року дозволив у державній слободі Гаврилівці побудувати церкву в ім'я Миколи Чудотворця і благословив протопопа слободи Петропавлівка, Іакова Соколовського закласти її будівництво. 20 червня 1793 року з Катеринославської державної консисторії був відправлений в Павлоградське духовне правління указ про це рішення. 24 червня 1793 року Іаков Соколовський освятив місце під церкву. Була вона дерев'яною вкрита соломою, пізніше її перекрили залізом. Так само скромно церкву оздобили в середині. У такому вигляді церква проіснувала до 1856 року. У 1891 році розпочалося будівництво нової церкви з паленої цегли, трьох престольної з мармуровими іконостасами. 1 грудня 1898 року церкву було освячено в пам'ять Миколи чудотворця. Будівництво коштувало 122 тисячі рублів. Вона мала два куполи, дзвіницю висотою до 40 метрів. У 30-ті роки її знесли.
До 1832 року в Гаврилівці не було жодної школи. Перша розміщувалась в церковній сторожці Вчителями виступали священик і причетники. За навчальний сезон з хлопчиків брали 1 рубль, дівчатка не відвідували школу взагалі. Навчання велося за старовинними методами, дітям воно давалося тяжко, тому батьки давали інколи навіть хабарі у розмірі 3 або 5 рублів аби дитина уникла цієї школи.
Коли в 1865 році виникли земські школи першими вчителями в них стали чиновники, котрі позбувалися місць на державній службі, збіднілі дворяни, малограмотні селяни, колишні солдати. За навчальний сезон з учня брали 2 рубля. Пізніше вчителям від земства призначали грошову оплату в розмірі 250 рублів на рік, з наданням житла, опалення та освітлення за рахунок общини.
Через те що Гаврилівка знаходилася за 120 верств від повітового міста начальство тут було рідко і не дуже цікавилося потребами селян. Тому першу школу було споруджено в 1897 році. Збудували також окрему школу для дівча. Утримувалися вони коштом громади, зарплата вчителя становила 100 рублів на рік.
Медична допомога була відсутня, смертність високою, особливо серед дітей. Нерідко спалахували епідемії; так взимку 1891–1892 років у Гаврилівці було зафіксовано спалах чуми. На ближніх шляхах було встановлено суворий карантин, у селі застосовували сильнодійні дезинфікуючі засоби. Чуму ліквідували через 1,5—2 місяці. Влітку 1909 року було зафіксовано спалах холери. Своєчасно вжитими заходами протягом 15—20 днів її вдалося ліквідувати. Тим не менше 71 людина померла, і жодного хто б одужав. Причини епідемії з'ясувати не вдалося.
Люди жили бідно. Фабрик чи заводів поблизу не було. Заробити якусь копійку можна було хіба що, в еллінських або німецьких селах у сусідньому маріупольському повіті. Часто траплялися посухи. Ґрунти були бідними, знаходилися далеко від села та й оброблялися примітивним способом.
У 1864 році Катеринославським губернським у селянських ділах була відмежована по числу жителів загальна дача в кількості 18760 десятин землі. Пізніше ця земельна дача була значно наближена до села. Також мешканці почали виходити на хутори, а декотрі навіть переселялись на Кавказ і до Сибіру. На рубежі XIX та XX століть поблизу Гаврилівки почали виникати хутори Василівка (по балці Суха, близько 12 дворів), Миколаївський на балці Великий Яр. Цей хутір був названий на честь земського начальника Николая Клюшникова, крім того були засновані хутір Чаусів, Солоний, село Володимирівка, у котрому нараховувалось 210 дворів. Всі вони були виділені в самостійні одиниці.
До ліквідації кріпосництва в Гаврилівці налічувалося 5 тисяч мешканців. До 1910 року населення зросло до 7 тисяч жителів. У 1911 році в Гаврилівці нарахували 1043 домогосподарства, що одержали відруби. У 1920–1922 роках, після розподілу та ущільнення поміщицьких та громадських земель, вихідці з Гаврилівки заснували 5 хуторів (від 30 до 60 дворів в кожному).
Перед Визвольними змаганнями у Гаврилівці працювали парові вальцьові млини, кілька олійниць два невеликих підприємства по виготовленню бричок, дрог, саней та іншого реманенту. На пагорбах розміщувалось понад 10 вітряків. У двоповерховій будівлі розміщувалась лікарня. Було в селі і кілька магазинів. В так званому народному домі розміщувались сільськогосподарське товариство і відділення сільгоспбанку.
У роки Визвольних змагань в селі точилася боротьба між Червоною армією і загонами Охтана Щуся, також Мельника, Забудька та ін.
у 1924 році було створено Підгаврилівську сільраду. Коли після Другої світової війни Гаврилівку було приєднано до Покровського району було створено Гаврилівську сільраду.
У 1927 році в Гаврилівці налічувалося 1200 одноосібних господарств з них: 538 — бідняцьких 517 — середняцьких, 145 — заможних. У 1928 році був організований перший колгосп — «Комуна». У 1932 році було створено колгоспи «Країна Рад», «Зелений Гай», «Зоря комунізму». У 1931–1932 роках село за рішенням уряду через недовиконання плану поставок продовольства було занесено на «чорну дошку». 1933 року гаврилівчани пережили голодомор.
Ще у довоєнні роки найкращі трудівники району збирали високі врожаї озимої пшениці. Під час Другої світової війни 1045 жителів села пішло на фронт, з них 808 не повернулись до дому, понад 200 гаврильчан були на примусових роботах.
У 1958 році, після укрупнення, було створено єдиний колгосп «Зоря комунізму». У Гаврилівці збудовано меморіальний комплекс. Діє Гаврилівський історичний музей, що розташований у приміщенні школи. У 2008 році засновано сільську громадську організацію «Гаврилівський общинний фонд» котру очолив Віктор Іванович Сердюк. З 2012 року Гаврилівська сільрада спільно з СГО «Гаврилівський общинний фонд» беруть участь у проекті Європейського союзу та програмі розвитку ООН «Місцевий розвиток орієнтований на громаду». У рамках цього проекту було проведено ремонт Гаврилівського дошкільного навчального закладу «Росинка».
Гаврилівська сільрада бере участь у програмі «Бібліоміст» — надання бібліотечних послуг через інтернет.

## Населення

### Мова
Розподіл населення за рідною мовою за даними перепису 2001 року:
| Мова            | Кількість | Відсоток |
| --------------- | --------- | -------- |
| українська      | 1964      | 96.89%   |
| російська       | 61        | 3.01%    |
| вірменська      | 1         | 0.05%    |
| інші/не вказали | 1         | 0.05%    |
| Усього          | 2027      | 100%     |

## Відомі люди
- Ступак Юрій Петрович (1911—1979) — український фольклорист, кандидат філологічних наук.

## Місцеві пам'ятки
- «Братська могила перших організаторів радянської влади та радянських воїнів»